# Linear Motor Girl
Singles de Perfume (groupe)
Vitamin Drop
(2005) Computer City
(2006)
Linear Motor Girl (リニアモーターガール) est le 6e single du groupe de J-pop Perfume.

## Membres
- Yuka Kashino (樫野 有香?)
- Ayaka Nishiwaki (西脇 綾香?)
- Ayano Ōmoto (大本 彩乃?)

## Pistes
Toutes les paroles sont écrites par Kinoko, toute la musique est composée par Yasutaka Nakata.
| No | Titre                                          | Durée |
| -- | ---------------------------------------------- | ----- |
| 1. | Linear Motor Girl (リニアモーターガール)       |       |
| 2. | Foundation (ファンデーション)                  |       |
| 3. | Computer Driving (コンピューター ドライビング) |       |